# Chlothar IV
Chlothar IV, född omkring 685, död 719, möjligen son till den frankiske kungen Dagobert III, var kung av Austrasien från Dagoberts död på nyårsafton 715 till sin egen död tre senare. Han insattes på tronen av merovingernas major domus Karl Martell, som en allierad i  det inbördeskrig som just då rasade i Frankerriket.
717 återvände Karl Martell till Neustrien med en armé för att angripa kung Chilperic II och hans major domus Ragenfrid och bekräftade sin ställning genom en seger i slaget vid Vincy nära Cambrai. Efter att han hade jagat den flyende kungen till Paris och sedan även förjagat rivalen Plectrude från Köln bekräftade han Chlothar som kung av Austrasien i opposition mot Chilperic, som stödde Ragenfrid och inte Karl, i kampen om posten som major domus. Chilperic blev besegrad på nytt av Karl vid Soissons 718. Kungen flydde med sin allierade hertig Odo den store av Akvitanien till hertigens territorium. Odo gav dock snart upp hoppet om Chilperic och inledde fredsförhandlingar. I utbyte mot att Karl erkände Chilperic som kung över alla franker utnämndes Karl till major domus och fick därmed monopol över makten och kungliga titlar i riket.
Chlothar IV verkar ha dött kring 719 och då höjdes Chilperic på en sköld som kung och det kan ha varit på grund av Chlothars död, som Karl var villig att erkänna Chilperic. Chlothar kan dock ha överlevt så länge som till 720 eller 721.
Det är också möjligt att Chlothar var son (eller sonson) till Childebert III eller kanske inte tillhörde merovingerätten över huvud taget, utan endast var en bekväm marionett som tjänade Karl Martells politiska syften vid den aktuella tidpunkten. Hans regentperiod, om den nu kan kallas så, fick ingen inverkan på historien, eftersom han själv inte hade någon makt över huvud taget.